# 保加利亞人民共和國
保加利亚人民共和国（羅馬化：Narodna Republika Balgariya）是一個存在於1946年—1990年的社会主义国家，由保加利亚共产党领导，是经济互助委员会和华沙条约组织的成员国，被西方视作苏联在东欧的卫星国。
1944年，苏军解放处于轴心国阵营的保加利亚王国，战后在其介入下，保加利亚废除君主制，建立保加利亚人民共和国。保加利亚共产党长期处于执政党地位。保共总书记格奥尔基·季米特洛夫当选为第一任部长会议主席。自1954年开始，托多尔·日夫科夫先后任保共中央第一书记、总书记、部长会议主席、国务委员会主席。
1989年，保加利亚政局剧烈动荡，发生大规模颜色革命。11月，佩特尔·姆拉德诺夫取代日夫科夫出任保共中央总书记和国务委员会主席（1990年4月改称总统）。1990年，保共决定实行多党制，保共也重组为保加利亚社会党。11月国民议会决定将国名改为保加利亚共和国。

## 历史

### 季米特洛夫时代

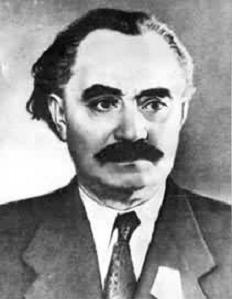
格奥尔基·季米特洛夫

保加利亚王国在第二次世界大战期间是轴心国成员，但随著納粹德國在東線失守，蘇軍自羅馬尼亞攻入國境，在1944年9月7日改弦易辙，向纳粹德国宣战。9月9日，保加利亚发生社会主义政变，保加利亞王室被推翻，只有6歲的西美昂二世被拘捕、攝政王基里尔王子被槍決。新政府由祖国阵线领导，受保加利亚共产党控制，保共借此掌权。1944年至1945年，保加利亚国内掀起针对反共主义者的大规模斗争运动，共产主义活动家格奥尔基·季米特洛夫回国后，在演讲中表示共产党不可能和任何反对者合作，斗争进一步激化。1946年3月，保国议会通过《劳动者土地所有法》，实行土地改革。
在数周后的议会选举中，社会主义者以88.1%的选票取得胜利。1946年9月，保加利亚举行公投，高达95.6%的选民支持废除君主政体。年轻的沙皇西美昂二世和家人被迫离国，共产党第三号人物瓦西里·科拉罗夫就任“共和国临时主席”，保共完全掌握大权。
1946年至1948年，保共执行多项政策巩固其统治。1946年10月的制宪大会选举中共产党再次获得多数选票，1个月后季米特洛夫出任部长会议主席。1947年12月，制宪大会在苏联法学家的帮助下仿照1936年苏联宪法完成了“季米特洛夫宪法”，获准颁布。1948年，反对派几乎被完全打倒，保加利亚社会民主工党（广泛派社会主义者）被迫与保共合并，此外保加利亚农民联盟转型为保共的忠实合作伙伴。
在1948年至1949年，大部分东正教、伊斯兰教、新教和天主教宗教组织都被限制或禁止。保加利亚正教会虽被保留，却遭到一定限制。

### 契尔文科夫时代
季米特洛夫在1949年逝世，保加利亚人民共和国改由以维尔科·契尔文科夫为核心的领导集体领导，科拉羅夫成为部长会议主席。一年后科拉罗夫逝世，契尔文科夫兼任部长会议主席。他仿照斯大林模式，迅速推动国家的工业化发展，实现农业集体化，镇压了农民的叛乱。他成立劳教所，劳改犯最多时有100,000人。数千名持不同政见者被判刑，许多都在劳教所中死亡。保加利亚和希腊及南斯拉夫的领土问题被再次引燃。
然而，斯大林之死使得契尔文科夫趋于失势。1954年3月，契尔文科夫失去了总书记的职务，年轻的托多尔·日夫科夫取而代之，契尔文科夫继续担任部长会议主席。赫鲁晓夫反斯大林之后，保加利亚共产党随而谴责斯大林主义，进而讨伐契尔文科夫的威权主义。1956年4月保加利亚共产党召开中央全会，批判和肃清部长会议主席契尔文科夫的“个人迷信”，他的部长会议主席职位也被安东·于哥夫取代。

### 日夫科夫时代

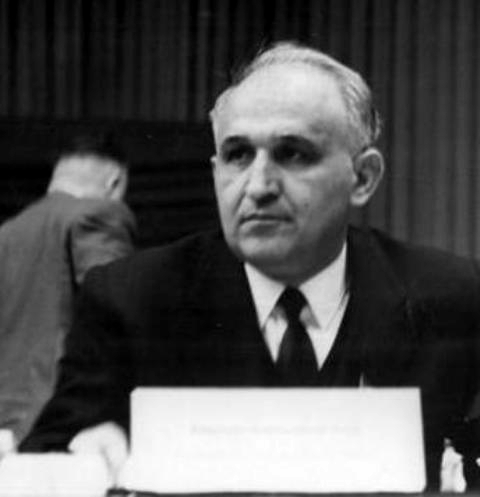
托多尔·日夫科夫

日夫科夫在之后的33年统治保加利亚。此时的保加利亚完全忠于苏联，同时在国内推行温和政策。1949年的科斯托夫案被平反；言论自由政策被有限度地还原，当局也结束了对教会的迫害。保加利亚和南斯拉夫、希腊的关系逐渐恢复。
1956年，波兰（“波兰十月”）和匈牙利（十月事件）的动荡并未波及保加利亚，但是保共为避免类似事件的发生对电影、知识分子和文人进行约束和限制。1960年代保共实施一系列经济改革，保加利亚的产品销售量超出预计数额。保加利亚亦是东欧少数生产香烟和巧克力的国家，是东欧人最热门的旅游目的地。
1962年11月，安东·于哥夫被指责“极大地侵犯了社会主义法制”，遭到革职。总书记日夫科夫兼任部长会议主席。1964年，在苏联领导人由赫鲁晓夫转为勃列日涅夫的过程中，日夫科夫保住了自己的职位。1968年华约入侵捷克斯洛伐克，保加利亚站在苏联一边。此时的保加利亚普遍被视为东欧阵营中最为亲苏的国家。
1971年新宪法执行，国家元首的称谓改为国务委员会主席，由总书记日夫科夫担任，斯坦科·托多罗夫成为部长会议主席。
日夫科夫虽然不是一位斯大林主义式的“暴君”，但从他自己70岁的1981年开始结束了自己推行的温和政策。这一倾向可从对占保加利亚国内人口10%的土耳其人的同化政策中看出。1984年冬，土耳其系居民被禁止使用土耳其语，并被强制改为保加利亚式姓名。许多土耳其族居民逃往土耳其，部分地区出现劳动力短缺问题，南部的农业生产陷入倒退。保加利亚和西侧诸国的经济往来也有所减少。

### 共产主义体制的结束
日夫科夫之女柳德米拉·日夫科娃是亲西方人士，在她的推动下，保加利亚的社会和文化逐渐变得开放。1980年代后期苏联的“新思维”也给保加利亚带来了影响，保共逐渐无法招架要求改革的呼声。1989年10月索菲亚发生了关于环境问题的示威，1989年11月，示威进一步扩大至要求全面政治改革。保加利亚共产党指导部的一些人也认识到改革的必要性，对此反应迅速。1989年11月10日，日夫科夫被迫辞职。前外交部长彼得·姆拉德诺夫成为最高领导人。
保共的行动仅仅为他们争取了很短的喘息时间，姆拉德诺夫承诺他将开放政权，甚至执行多党制和自由选举。示威活动在全国迅速蔓延，要求保共下台的呼声越来越大。12月11日，姆拉德诺夫又在电视上宣布保共已放弃权力。1990年1月15日，保加利亚国会宣布正式停止保共的“领导地位”。2月，保共放弃一党专政体制，更名为“保加利亚社会党”。6月，保加利亚举行了1939年以来首次自由选举，保加利亚成为多党制国家。11月，国会通过投票将国名从“保加利亚人民共和国”改为“保加利亚共和国”，并删除了国旗上带有共产主义色彩的国徽（1997年新国徽启用）。保加利亚人民共和国正式结束。

## 政府与政治

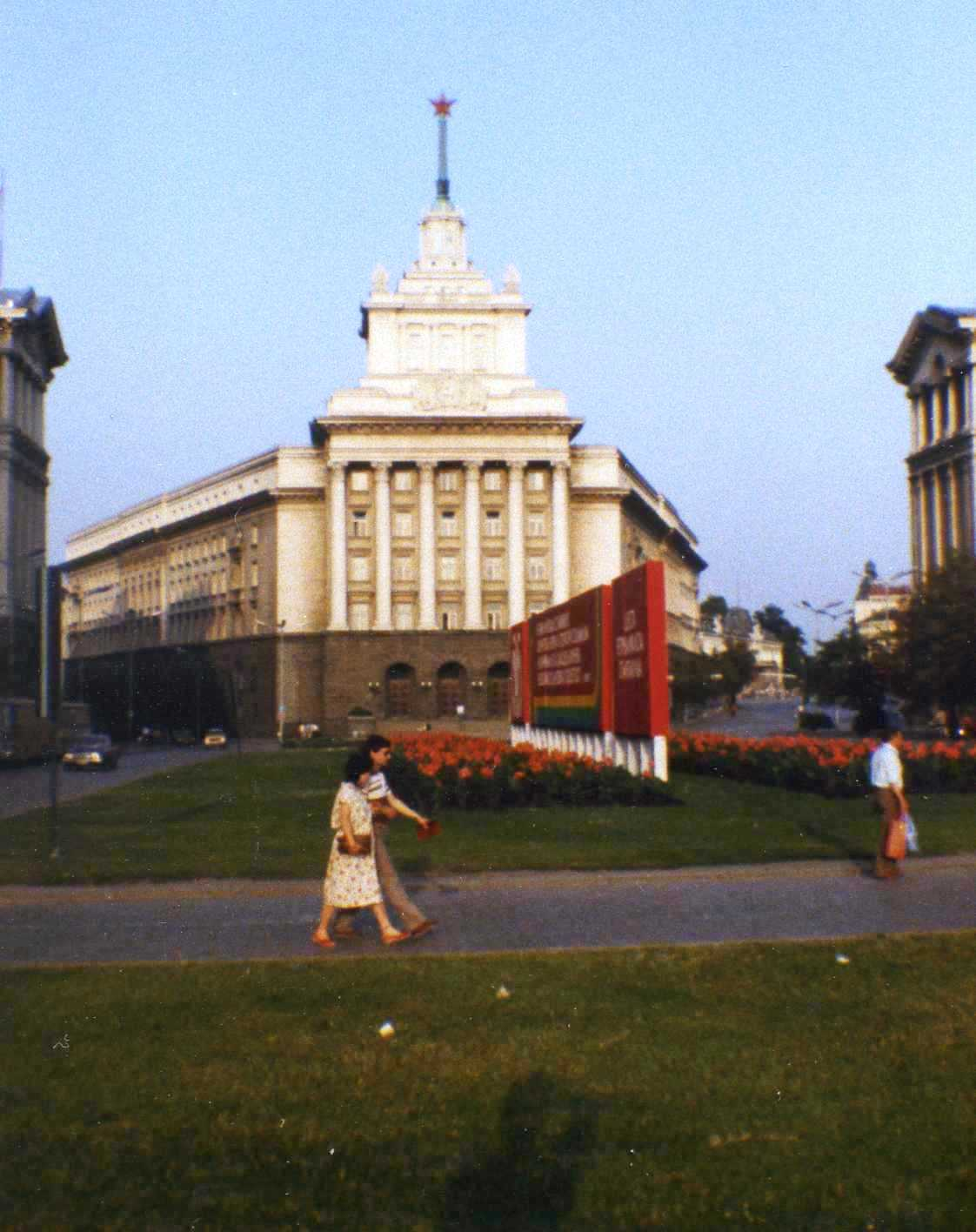
1984年的保共总部

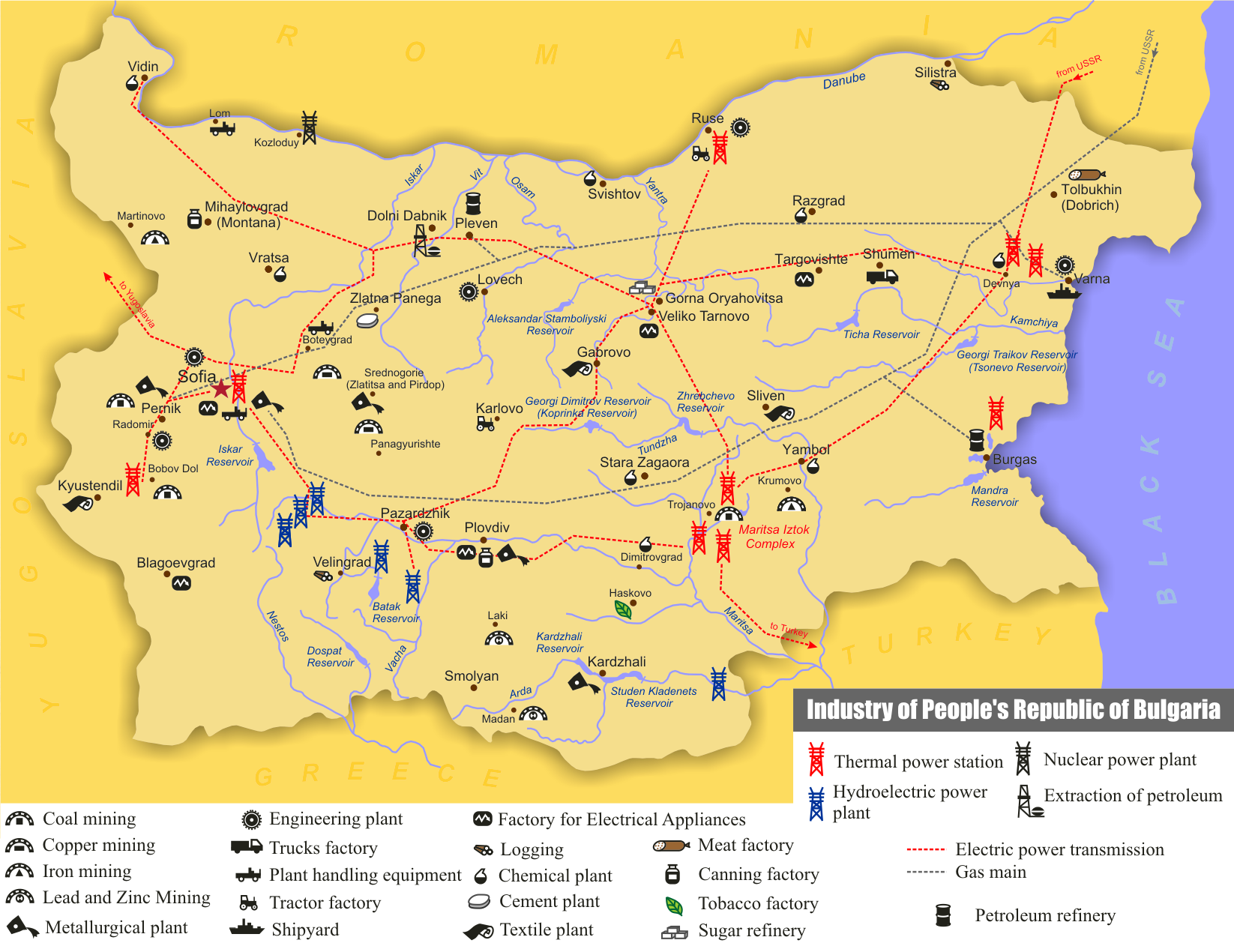
保加利亚人民共和国的工业概况

保加利亚人民共和国是一党制国家。保加利亚的宪法经过了多次修改，其中日夫科夫宪法实行的时间最长。该宪法的第一条对保加利亚人民共和国进行了定义：“保加利亚人民共和国是一个由村庄和城市中的劳动人民领导的社会主义国家，社会和政治的主导力量是保加利亚共产党。”保共全方面建立了職官名錄制度。
人民委员会代表国家进行地方自治，他们的作用是在各自的管辖区域，结合民意执行保共的决策。1980年代后期，人民委员占全国人口比率达到10%，是保加利亚人民共和国历史上的最高峰。
青年团体以年龄划分有小恰夫达尔、“九月革命者”季米特洛夫先锋队和季米特洛夫共产主义青年团。

## 军事
1946年保加利亚成为人民共和国后，军方立即采纳了苏联的军事模式和学说。国家获得了大量的苏式武器装备，保加利亚的国内军用车辆生产力逐渐强大起来。在1988年，保加利亚人民军共有152,000人，分别在陆军、海军、空军和导弹部队中服役。军队中共有约3,000辆坦克、2,000辆装甲车、2,500门大口径火炮、500多架飞机、33艘舰艇，以及67座飞毛腿导弹发射器、24座OTR-23 “奥卡”（北约代号SS-23 “蜘蛛”）导弹发射器和几十座9K52 “月亮-M”（北约代号蛙-7）战术火箭发射器。

## 经济

1970年代，保加利亚人民共和国的基尼指数为18%，是当时世界上收入分配较平均的国家之一

保加利亚人民共和国实行计划经济，和其他经济互助委员会成员国相同。1946年代中期，当农业集体化开始时，保加利亚还是一个农业国，全国80%的人口分布在农村地区。保加利亚所有部门的生产机构和设施都被国有化，私营经济在保加利亚逐渐销声匿迹。尽管集体化政策给其他国家带来了许多困扰，但该政策使保加利亚的农业生产力大增。大规模的机械化使得劳动生产力得到增长。为了弥补人为降低消费品价格带来的损失，政府每年都花费许多资金用于此。
契尔文科夫时代奉行的斯大林模式为能源部门带来了大规模的工业化。在该时期，国家建设了多个水坝、水电厂、化工厂和矿厂。战时经济系统被取消，医疗保健和教育部门得到了发展空间。这所有的一切都依靠政府进行严格管控。来自劳教所的工人队伍和“保加利亚旅队运动”（一个号召年轻人自愿工作的青年运动）参与了其中的许多建设工作。保加利亚人民共和国是东欧电子和计算机产品的主要生产者之一，拥有“东方集团的硅谷”的昵称。
1960年代，日夫科夫推行了一系列经济改革，对国家产生了积极的影响。他在保留计划经济模式的前提下重点发展轻工业、农业和旅游业，也包括信息技术。盈余的农产品被允许出售，让物价更为低廉，国家亦进口了许多新的轻工业生产设备。保加利亚也是第一个从可口可乐公司获得授权的社会主义国家，保加利亚的可口可乐拥有罕见的西里尔字母商标。尽管保加利亚的经济较为稳定，但是他同样拥有东欧社会主义国家的通病——贸易完全依靠苏联，且策划者不考虑一些产品是否拥有消费市场。这导致了某些产品出现冗余现象，而另一些商品则出现赤字现象。
除了苏联，保加利亚的其他贸易伙伴有东德和捷克斯洛伐克，一些非欧洲国家，例如蒙古人民共和国和非洲各国也是保加利亚产品的大进口商。该国与一些非社会主义国家也拥有良好的贸易关系，例如西德和意大利。为了打击产品的低质量现象，1970年保加利亚建立了一个全面的国家标准体系，其中包括了各种产品、机械和建筑物的质量要求。
保加利亚人民共和国的人均GDP在东欧国家中较为平均（见下表）。资料显示保加利亚人民共和国的购买力较低，主要是由于其商品比其他社会主义国家更为耐用。根据官方统计，在1988年几乎100%的居民家中都有电视机；95%的人拥有收音机；96%的人拥有冰箱；40%的人拥有汽车。
| 人均GDP（1990 $[21]） | 1950   | 1973    | 1989[22]        | 1990                              |
| --------------------- | ------ | ------- | --------------- | --------------------------------- |
| 美国                  | $9,561 | $16,689 | ？              | $23,214                           |
| 芬兰                  | $4,253 | $11,085 | $16,676         | $16,868                           |
| 奥地利                | $3,706 | $11,235 | $16,305         | $16,881                           |
| 意大利                | $3,502 | $10,643 | $15,650         | $16,320                           |
| 捷克斯洛伐克          | $3,501 | $7,041  | $8,729          | $8,895（捷克） $7,762（斯洛伐克） |
| 苏联                  | $2,834 | $6,058  | ？              | $6,871                            |
| 匈牙利                | $2,480 | $5,596  | $6,787          | $6,471                            |
| 波兰                  | $2,447 | $5,334  | ？              | $5,115                            |
| 西班牙                | $2,397 | $8,739  | $11,752         | $12,210                           |
| 葡萄牙                | $2,069 | $7,343  | $10,355         | $10,852                           |
| 希腊                  | $1,915 | ？？？  | $5605/$7650[23] | $9,904                            |
| 保加利亚              | $1,651 | $5,284  | $6,217          | $5,552                            |
| 南斯拉夫              | $1,585 | $4,350  | $5,917          | $5,695                            |
| 罗马尼亚              | $1,182 | $3,477  | $3,890          | $3,525                            |
| 阿尔巴尼亚            | $1,101 | $2,252  | ？              | $2,482                            |

### 汽车工业

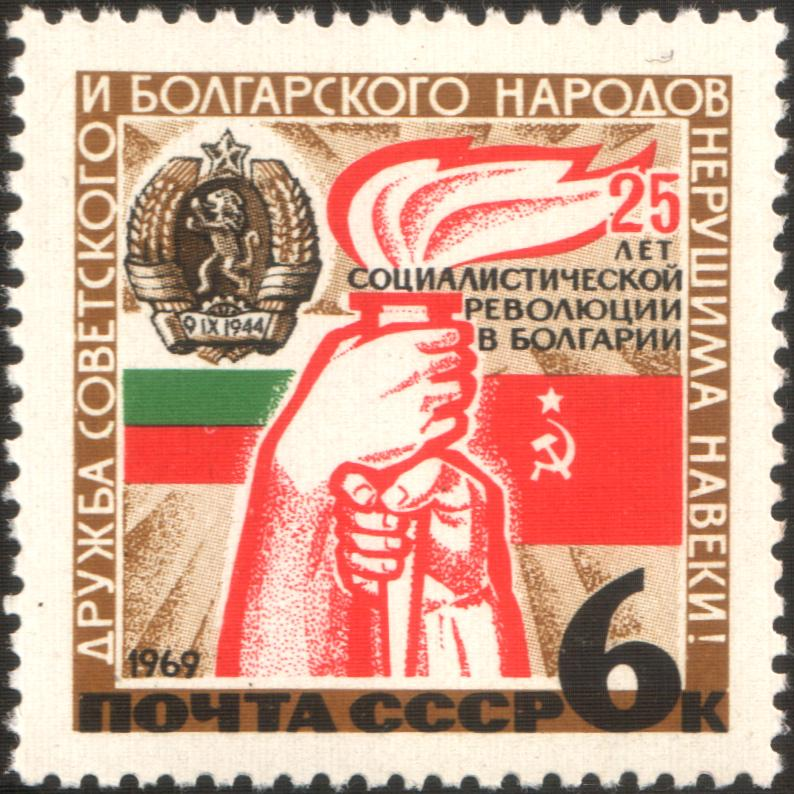
“苏联与保加利亚人民坚不可摧的永恒友谊”，1969年纪念保加利亚社会主义革命的苏联邮票

自1965年起，西欧的许多公司都选择在保加利亚建造工厂以在东欧出售他们生产的汽车。法国的雷诺和雪铁龙、意大利的菲亚特和阿尔法·罗密欧试图与保加利亚建立合作关系，但保加利亚人民共和国只和雷诺、菲亚特达成了协议。“保加利亚雷诺”（Bulgarrenault）自1966年至1971年基于雷诺8和雷诺10生产汽车。该机构的工厂设在普罗夫迪夫。最终他们生产了约6,500辆汽车。

## 文化
保加利亚人民共和国的文化被政府严格控制，但是在一段时期较为开放（西欧的文学和音乐作品得以进入保加利亚）。这一段时期在匈牙利十月事件后告一段落。为了应对匈牙利事件，契尔文科夫被任命为教育和文化部长，在1957年至1958年，他根据自己的立场对保加利亚作家协会进行了清洗，并遣散了自由记者和编辑。在1956年赫鲁晓夫发起反斯大林主义演说后这类打击活动被终止，这被称为“保加利亚解冻”。在放弃社会主义前夕，民族主义成为主流。

## 延伸阅读
- Maddison, Angus (2006), The world economy, OECD Publishing, ISBN 978-92-64-02261-4